# Inner Journeys: Myths and Legends
Inner Journeys: Myths and Legends es un álbum de Música New Age del grupo alemán Cusco, lanzado el 25 de marzo del 2003. El álbum toma muchos aspectos de la mitología griega, además de que es uno de los más admirados de Cusco por no tener como punto central a Sudamérica.

## Pistas
1. Oracle Of Delphi
2. Eros And Psyche
3. Ariadne
4. The Nine Muses
5. Odysseus And The Sirens
6. Aphrodite
7. Janus
8. Orpheus And Eurydice
9. Pan And The Nymph
10. Poseidon

- Datos: Q5916746